# Gary Harris
Gary Harris (Fishers, 14 de setembro de 1994) é um jogador norte-americano de basquete profissional que atualmente joga pelo Milwaukee Bucks da National Basketball Association (NBA).
Ele jogou basquete universitário na Universidade Estadual de Michigan e foi selecionado pelo Chicago Bulls como a 19º escolha geral no draft da NBA de 2014. Em 2025, na offseason, ele assinou um contrato de 2 anos com o Milwaukee Bucks.

## Carreira no ensino médio
Harris estudou na Hamilton Southeastern High School em Fishers, Indiana. Em seu segundo ano, ele teve médias de 14 pontos, quatro rebotes, duas assistências e três roubos, levando Hamilton a um recorde de 17-4. Em seu terceiro ano, ele teve médias de 18,6 pontos, 5,0 rebotes, 3,0 assistências e 2,7 roubos, levando a equipe a um recorde de 20-4 e uma viagem para as finais regionais classe 4A.
Em novembro de 2011, Harris assinou uma Carta Nacional de Intenção para jogar basquete universitário pela Universidade Estadual de Michigan.
Em seu último ano, Harris teve médias de 25,4 pontos, 7,4 rebotes, 3,1 assistências e 4,0 roubos, enquanto liderava a escola a um recorde de 22-3 e a final da Seletiva Classe 4A. Ele terminou sua carreira no ensino médio com um recorde escolar de 1540 pontos, 467 rebotes, 232 assistências e 232 roubos.
Harris foi classificado entre os melhores jogadores do país pela ESPNU100 (nº 11), Scout.com (nº 16) e Rivals.com (nº 25). Ele também foi classificado entre os melhores armadores do país pela ESPNU100 (nº 2), Scout.com (nº 4) e Rivals.com (nº 7).
Harris também foi um excelente jogador de futebol americano na Hamilton SE, jogando como wide receiver. Ele ganhou três títulos da liga.

## Carreira universitária

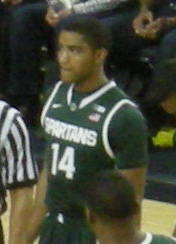
Harris na Universidade Estadual de Michigan em 2013

Como calouro na Universidade Estadual de Michigan, Harris foi nomeado o Calouro do Ano, tornando-se o primeiro jogador de Michigan a ganhar o prêmio desde 1986. Ele também foi chamado para a Segunda-Equipe e para a Equipe de Novatos da Big Ten. Em 34 jogos, ele teve médias de 12,9 pontos, 2,5 rebotes, 1,4 assistências e 1,2 roubos em 29,7 minutos.
No primeiro jogo da sua segunda temporada, ele registrou seu primeiro duplo-duplo com 20 pontos e 10 rebotes. Em 25 de janeiro de 2014, ele registrou 27 pontos contra Michigan. Em 35 jogos, ele teve médias de 16,7 pontos, 4,0 rebotes, 2,7 assistências e 1,8 roubos em 32,3 minutos.
Em 14 de abril de 2014, Harris declarou-se para o draft da NBA de 2014, esquecendo seus dois últimos anos de elegibilidade universitária.

## Carreira profissional

### Denver Nuggets (2014–2021)

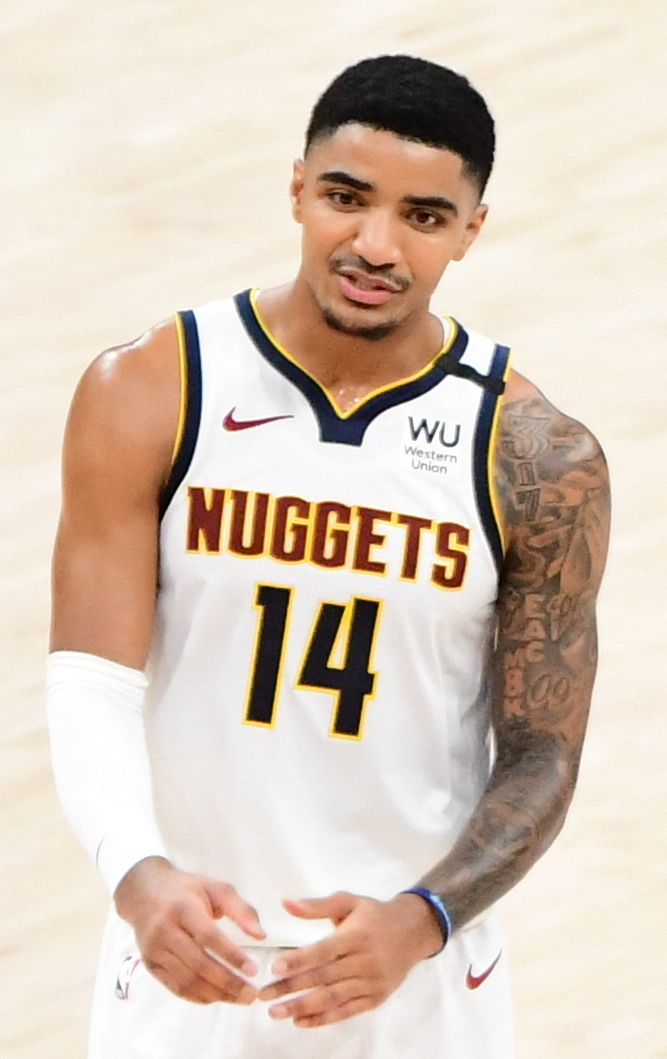
Harris com o Denver Nuggets em 2020

Em 26 de junho de 2014, Harris foi selecionado pelo Chicago Bulls como a 19ª escolha geral no draft da NBA de 2014. Mais tarde, ele foi negociado, junto com Jusuf Nurkić, com o Denver Nuggets por Doug McDermott e Anthony Randolph.
Em 31 de julho, ele assinou um contrato de 2 anos e US$3.1 milhões com os Nuggets após ter médias de 18,6 pontos, 4,2 rebotes, 2,6 roubos e 2,0 assistências em cinco jogos da Summer League.
Depois de perder os sete primeiros jogos da temporada de 2014-15 devido a uma lesão nas costas, Harris fez sua estreia na NBA em 14 de novembro contra o Indiana Pacers e registrou 13 pontos, 3 rebotes, 2 assistências, 2 roubos e 1 bloqueio na vitória por 108-87.
Em 11 de outubro, os Nuggets exerceram sua opção de renovação no contrato de novato de Harris, estendendo o contrato até a temporada de 2016-17. Ele ganhou a vaga de armador titular dos Nuggets para a temporada de 2015-16 e marcou 20 pontos em uma derrota para o Phoenix Suns em 20 de novembro. Em 22 de dezembro, ele marcou 21 pontos na derrota para o Los Angeles Lakers. Em 4 de março, Harris teve outro esforço de 21 pontos em uma derrota na prorrogação para o Brooklyn Nets.
Na temporada de 2015-16, Harris foi apenas um dos sete jogadores a ter média de 12 pontos, 47% dos arremessos certos, 35% de arremessos certos de três pontos e 81% de arremessos certos da linha de lance livre.
Em 5 de outubro de 2016, ele foi descartado por quatro a seis semanas com uma lesão na virilha direita. Em 21 de outubro, os Nuggets exerceram sua opção de renovação no contrato de novato de Harris, estendendo o contrato até a temporada de 2017-18. Ele perdeu os quatro primeiros jogos da temporada de 2016-17 com uma lesão na virilha, mas ao retornar à ação no início de novembro, ele sofreu uma lesão no pé após apenas cinco jogos. Ele foi posteriormente afastado por até quatro semanas. Em seu primeiro jogo após perder 16 jogos seguidos, Harris marcou 18 pontos na vitória por 132-120 sobre o Portland Trail Blazers. Quatro dias depois, ele marcou 24 pontos na vitória por 117-107 sobre o Dallas Mavericks. Em 24 de fevereiro de 2017, ele marcou 25 pontos na vitória por 129-109 sobre o Brooklyn Nets. Ele superou essa marca em 8 de março de 2017, marcando 26 pontos na derrota por 123-113 para o Washington Wizards. Em 20 de março de 2017, ele marcou 28 pontos na derrota por 125-124 para o Houston Rockets.
Em 12 de outubro de 2017, Harris assinou uma extensão de contrato de quatro anos e US$ 84 milhões com os Nuggets.
Em 13 de dezembro de 2017, ele marcou 36 pontos na derrota por 124-118 para o Boston Celtics. Em 3 de janeiro de 2018, ele marcou 28 de seus 36 pontos na primeira metade da vitória dos Nuggets por 134-111 sobre o Phoenix Suns. Em 9 de abril de 2018, Harris voltou de uma ausência de 11 jogos para marcar 12 pontos na vitória por 88-82 sobre o Portland Trail Blazers. Harris perdeu 11 jogos em dezembro devido a uma lesão no quadril direito e cinco jogos em janeiro com uma lesão no tendão. Mais tarde, ele perdeu sete jogos com uma tensão no adutor direito.

### Orlando Magic (2021–Presente)
Em 25 de março de 2021, Harris, junto com R. J. Hampton e uma escolha da primeira rodada de 2025, foi negociado para o Orlando Magic em troca de Aaron Gordon e Gary Clark.
Em 30 de junho de 2022, Harris assinou uma extensão de contrato de dois anos e US$26 milhões com o Magic. Em 27 de agosto, Harris passou por uma cirurgia para reparar um menisco rompido em seu joelho esquerdo. Em 29 de dezembro, ele foi suspenso pela NBA por um jogo sem remuneração por ter saído do banco durante uma briga em um jogo contra o Detroit Pistons no dia anterior.

## Estatísticas da carreira

### NBA

#### Temporada regular
| Ano      | Equipe   | PJ  | PT  | MPJ  | AP   | 3P   | LL   | RT  | AS  | BR  | TO | PPJ  |
| -------- | -------- | --- | --- | ---- | ---- | ---- | ---- | --- | --- | --- | -- | ---- |
| 2014–15  | Denver   | 55  | 6   | 13.1 | .304 | .204 | .745 | 1.2 | .5  | .7  | .1 | 3.4  |
| 2015–16  | Denver   | 76  | 76  | 32.1 | .469 | .354 | .820 | 2.9 | 1.9 | 1.3 | .2 | 12.3 |
| 2016–17  | Denver   | 57  | 56  | 31.3 | .503 | .420 | .776 | 3.1 | 2.9 | 1.2 | .1 | 14.9 |
| 2017–18  | Denver   | 67  | 65  | 34.4 | .485 | .396 | .827 | 2.6 | 2.9 | 1.8 | .2 | 17.5 |
| 2018–19  | Denver   | 57  | 48  | 28.8 | .424 | .339 | .799 | 2.8 | 2.2 | 1.0 | .3 | 12.9 |
| 2019–20  | Denver   | 56  | 55  | 31.8 | .420 | .333 | .815 | 2.9 | 2.1 | 1.4 | .3 | 10.4 |
| 2020–21  | Denver   | 19  | 19  | 30.6 | .442 | .320 | .733 | 2.5 | 1.7 | .9  | .2 | 9.7  |
| 2020–21  | Orlando  | 20  | 19  | 25.0 | .365 | .364 | .875 | 1.6 | 2.3 | .6  | .4 | 10.2 |
| 2021–22  | Orlando  | 61  | 30  | 28.4 | .434 | .384 | .874 | 2.0 | 1.8 | 1.0 | .1 | 11.1 |
| 2022–23  | Orlando  | 48  | 42  | 24.7 | .450 | .431 | .900 | 2.0 | 1.2 | .9  | .3 | 8.3  |
| 2023–24  | Orlando  | 54  | 27  | 24.0 | .441 | .371 | .756 | 1.7 | 1.6 | .9  | .3 | 6.9  |
| Carreira | Carreira | 570 | 443 | 27.6 | .430 | .356 | .810 | 2.3 | 1.9 | 1.0 | .2 | 10.6 |

#### Playoffs
| Ano      | Equipe   | PJ | PT | MPJ  | AP   | 3P   | LL    | RT  | AS  | BR  | TO | PPJ  |
| -------- | -------- | -- | -- | ---- | ---- | ---- | ----- | --- | --- | --- | -- | ---- |
| 2019     | Denver   | 14 | 14 | 37.0 | .462 | .351 | .868  | 4.1 | 2.3 | .9  | .6 | 14.2 |
| 2020     | Denver   | 14 | 12 | 27.1 | .378 | .365 | .773  | 2.0 | 1.7 | 1.1 | .3 | 7.4  |
| 2024     | Orlando  | 6  | 6  | 26.5 | .286 | .318 | 1.000 | 2.0 | .7  | 1.2 | .5 | 4.2  |
| Carreira | Carreira | 34 | 32 | 30.2 | .375 | .344 | .880  | 2.6 | 1.5 | 1.0 | .4 | 8.6  |

### Universitário
| Ano      | Equipe         | PJ | PT | MPJ  | AP   | 3P   | LL   | RT  | AS  | BR  | TO | PPJ  |
| -------- | -------------- | -- | -- | ---- | ---- | ---- | ---- | --- | --- | --- | -- | ---- |
| 2012-13  | Michigan State | 34 | 33 | 29.7 | .456 | .411 | .755 | 2.5 | 1.4 | 1.3 | .2 | 12.9 |
| 2013-14  | Michigan State | 35 | 34 | 32.3 | .429 | .352 | .810 | 4.0 | 2.7 | 1.8 | .4 | 16.7 |
| Carreira | Carreira       | 69 | 67 | 31.0 | .442 | .381 | .782 | 3.2 | 2.0 | 1.5 | .3 | 14.8 |

## Vida pessoal
Harris é filho de Gary e Joy Harris. Joy jogou quatro anos na Universidade Purdue e atualmente ocupa o sétimo lugar na lista de maiores pontuadores da universidade com 1.747 pontos. Ela também jogou na WNBA pelo Detroit Shock em 2000. Em 28 de janeiro de 2020, Harris deu as boas-vindas ao seu primeiro filho.